# Diplazium spectabile
Diplazium spectabile är en majbräkenväxtart som först beskrevs av Nathaniel Wallich och Georg Heinrich Mettenius och som fick sitt nu gällande namn av Ren-Chang Ching.
Diplazium spectabile ingår i släktet Diplazium och familjen Athyriaceae. Inga underarter finns listade i Catalogue of Life.